# Linh miêu tai đen
Linh miêu tai đen (tiếng Anh: caracal, /ˈkærəkæl/) danh pháp hai phần: Caracal caracal, là một loài động vật thuộc họ mèo có kích thước trung bình khoảng 1 m (3,3 ft) chiều dài. Linh miêu tai đen thỉnh thoảng được gọi là linh miêu sa mạc hoặc linh miêu châu Phi, linh miêu Ba Tư; nhưng đây không phải thành viên thuộc chi Lynx. Linh miêu tai đen là loài bản địa tại châu Phi, Trung Á, Tây Nam Á và Ấn Độ. Tên gọi quốc tế (caracal) của loài này bắt nguồn từ thuật ngữ "karakulak", có nghĩa là "tai đen", trong tiếng Thổ Nhĩ Kỳ.

## Chiết tự
Tên gọi quốc tế của loài mèo này là caracal; được bắt nguồn từ thuật ngữ karakulak (có nghĩa là "tai đen"), trong tiếng Thổ Nhĩ Kỳ thế kỷ 19. Chiết tự ngữ nghĩa theo từ điển Oxford: kara ("màu đen") + kulak ("tai"), tên gọi linh miêu tai đen là tên gọi chính xác về loài mèo này.

## Mô tả

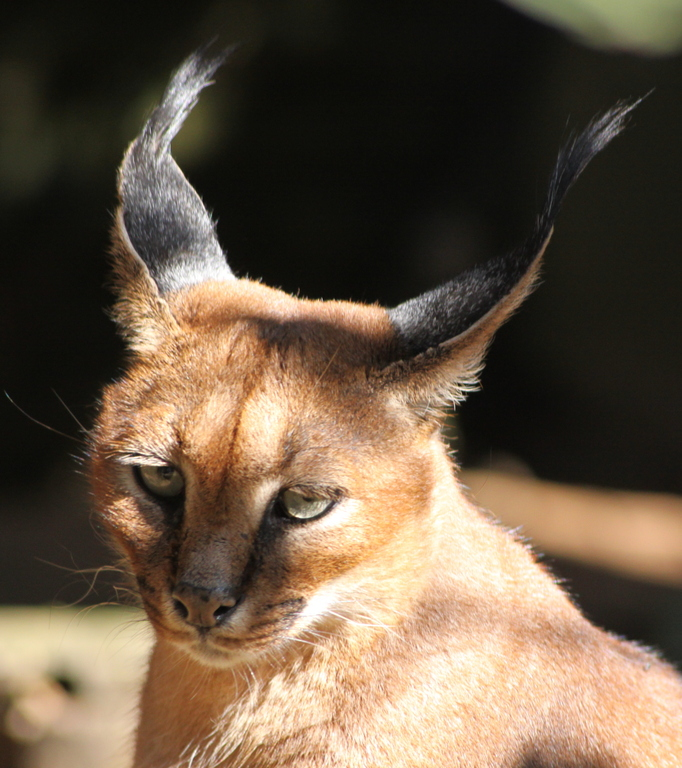
Đôi tai đen nổi bật của linh miêu

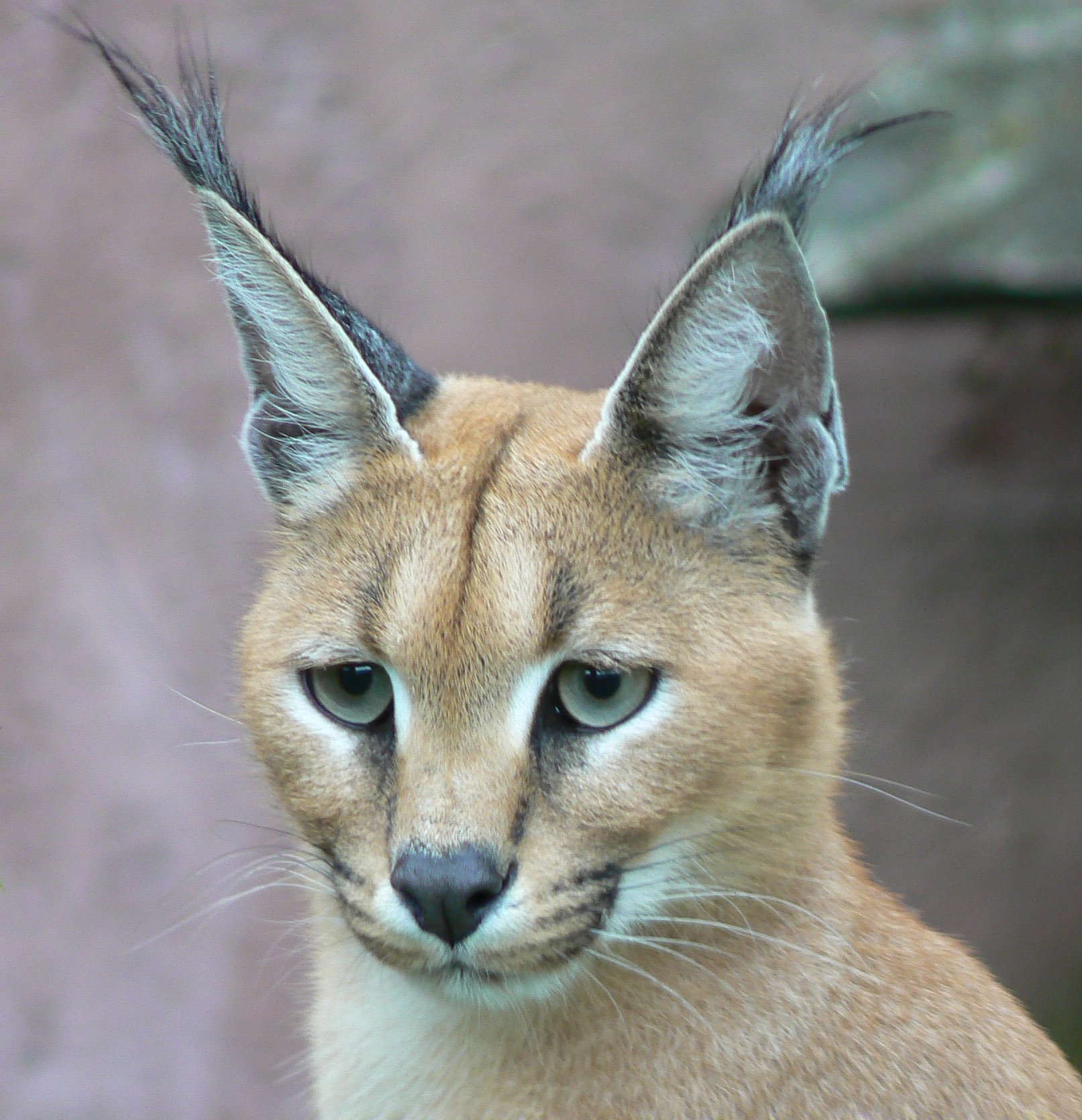
Đồng tử mắt linh miêu có hình tròn

Điểm đặc trưng phân biệt nhất của linh miêu tai đen là chùm lông đen dài phía sau đôi tai, dài khoảng 4,4 cm (1,75 in). Linh miêu tai đen còn được gọi là linh miêu sa mạc, mặc dù chùm lông đen là đặc điểm duy nhất chia sẻ với những loài thuộc chi linh miêu (lynx). Biên độ màu sắc da lông có thể từ nâu hung đến đỏ gạch. Lông màu trắng phủ dưới bụng, cằm và cổ họng. Đường kẻ màu đen chạy từ mắt đến mũi. Bộ da lông ngắn và rất rậm. Đôi tai sáng màu phía trước và đen màu phía sau.
Linh miêu tai đen lớn nhất trong nhóm "mèo nhỏ" châu Phi. Con đực cân nặng lên đến 18 kg (40 lb), còn con cái lên đến 16 kg (35 lb). Linh miêu tai đen có chiều cao bờ vai dao động trong khoảng 40 cm (16 in) đến 50 cm (20 in). Chiếc đuôi ngắn. Con đực và con cái trông giống nhau. Đồng tử mắt co lại thành vòng tròn, trong khi đồng tử loài mèo khác co lại theo hình khe hở.

## Phân loài
- Caracal caracal algira (Wagner, 1841), Bắc Phi
- Caracal caracal caracal (Schreber, 1776), Đông Phi, Trung Phi và Nam Phi
- Caracal caracal damarensis (Roberts, 1926), Namibia
- Caracal caracal limpopoensis (Roberts, 1926), Botswana
- Caracal caracal lucani (Rochebrune, 1885), Gabon
- Caracal caracal nubica (J. B. Fischer, 1829), Ethiopia, Sudan
- Caracal caracal poecilotis (Thomas and Hinton, 1921), Tây Phi
- Caracal caracal schmitzi (Matschie, 1912), Israel, Tây Á, Iran, Arabia, Pakistan, Ấn Độ, Jordan

## Phân bố và môi trường sống
Linh miêu tai đen sinh sống tại rừng thưa, xavan, bán hoang mạc và rừng cây bụi, thích môi trường sống khô cằn với lượng mưa thấp và một số vùng bao phủ. Mặc dù linh miêu săn mồi trên mặt đất, có thể leo lên cây và bơi nhanh để bắt cá. Chúng không tìm được tại rừng mưa nhiệt đới. Tuy nhiên, chúng sinh sống rừng xanh quanh năm và núi cao.
Linh miêu tai đen phân bố rộng rãi trên khắp châu Phi, Trung Đông, và Tây Nam Á sang Ấn Độ. Loài mèo nhỏ này phân bố trên cả châu Phi, ngoại trừ vành đai rừng xích đạo và trung tâm Sahara. Phạm vi lịch sử của linh miêu tai đen tương tự như báo gêpa; cả hai trùng với phạm vi vài loài linh dương Gazelle sa mạc nhỏ. Tuy nhiên, ngày nay linh miêu tai đen vẫn duy trì phạm vi rộng. Linh miêu tai đen vẫn sinh sống tại hầu hết phạm vi lịch sử của loài, mặc dù đã mất đi một phần phạm vi ở vùng giáp ranh, đặc biệt tại Bắc và Tây Phi.
Phạm vi cư trú linh miêu cái nhỏ hơn phạm vi cư trú linh miêu đực. Nhìn chung, phạm vi cư trú linh miêu tai đen lớn hơn trong môi trường khô cằn so với khu vực có nhiều nước.

## Sinh sản

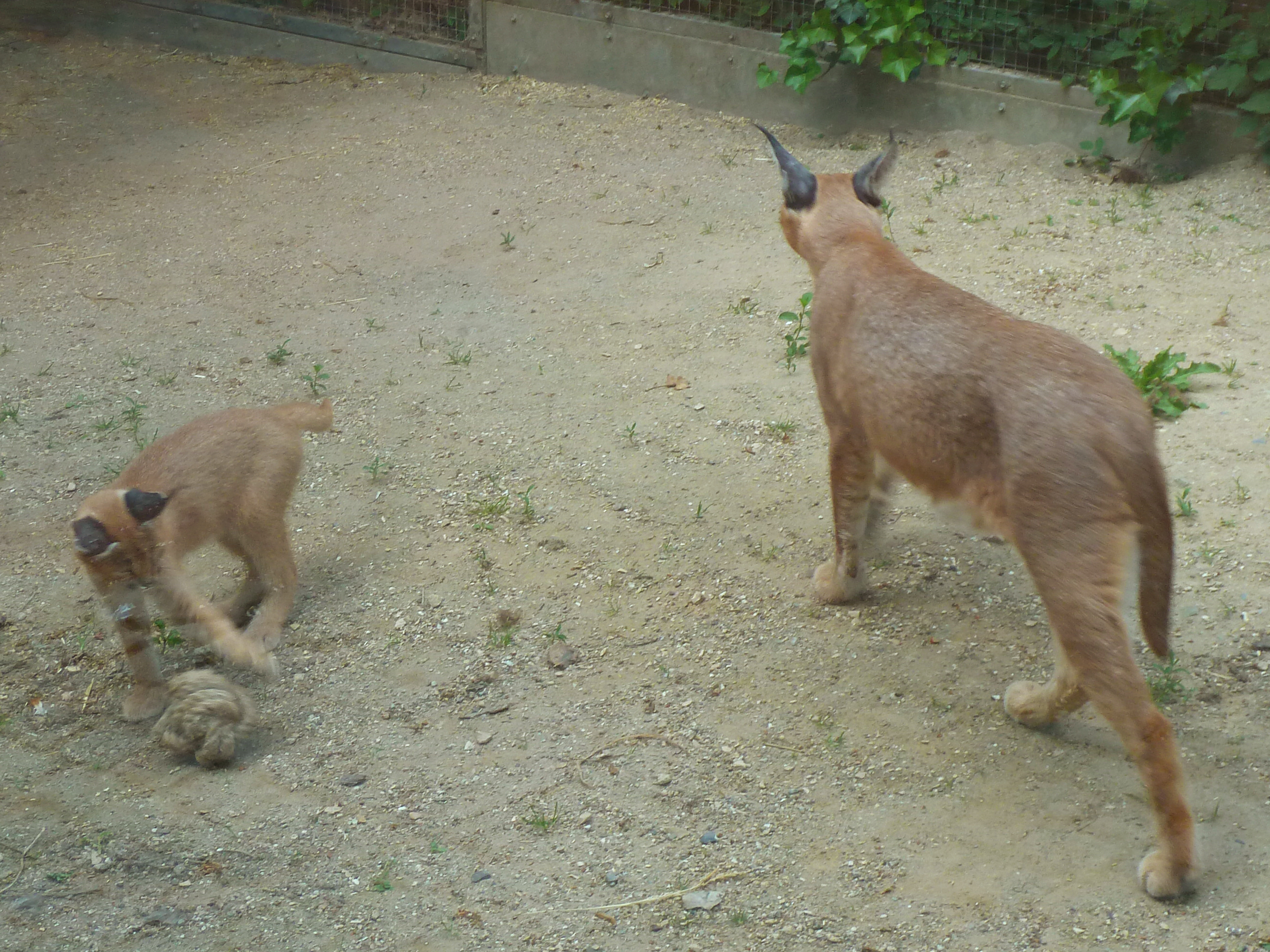
Linh miêu mẹ và con non

Thai kỳ của linh miêu tai đen khoảng hai tháng rưỡi. Lứa đẻ thường giữa một đến bốn mèo con. Số mèo con cai sữa sau 10 tuần, nhưng vẫn còn ở với linh miêu mẹ cho đến một năm. Linh miêu tai đen thành thục khoảng giữa 12 và 16 tháng.

## Bảo tồn
Linh miêu tai đen thường được xem là một mối phiền toái cho chủ sở hữu cây trồng, vật nuôi tại địa phương vì chúng không né tránh ăn thịt gia súc, và thường xuyên bị giết vì điều này. Linh miêu tai đen cũng bị săn bắt lấy da và thịt, trong đó một số bộ tộc bụi xem chúng là một món ăn. Mất môi trường sống, từ nông nghiệp và hoang mạc hóa, cũng là một mối đe dọa ở miền trung, tây, bắc và đông bắc châu Phi. Linh miêu tai đen phong phú nhất tại Namibia và Nam Phi, mặc dù nghiên cứu cho thấy chúng đang giảm qua các vùng miền của Namibia. Linh miêu tai đen được xem xét là hiếm xuyên suốt nhất phạm vi của chúng. Tại châu Phi, linh miêu tai đen được liệt kê dưới phụ lục II của công ước CITES và là loài ít quan tâm trong Sách đỏ IUCN. Săn linh miêu tai đen bị cấm tại châu Phi hạ Sahara, nhưng chỉ trong khoảng một nửa phạm vi của linh miêu tai đen, vì không được bảo vệ ở Namibia và Nam Phi. Ở đây, linh miêu tai đen được xem là động vật có vấn đề, rất phong phú mà người chủ đất được phép giết không hạn chế. Giống như nhiều loài mèo, linh miêu tai đen không thường thấy. Tuy nhiên, linh miêu tai đen dường như sống tốt ngay cả ở những quốc gia nơi săn bắt chúng được cho phép. Con người là mối đe dọa chính đối với linh miêu tai đen, nhưng báo hoa được biết đến sẽ giết chúng. Nhìn chung, công tác bảo tồn linh miêu tai đen hiện chưa phải là vấn đề, đặc biệt tại châu Phi hạ Sahara, mặc dù quần thể loài cũng như môi trường sống đã giảm tại nhiều khu vực cụ thể. Trong tương lai, thực trạng bảo tồn linh miêu tai đen có thể xấu đi như kết quả của việc tiếp tục mất môi trường sống, nứt vỡ sinh cảnh và hoang mạc hóa.

## Lịch sử

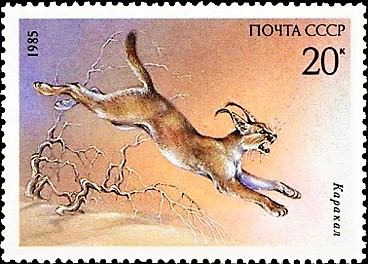
Linh miêu tai đen được in trên tem

Linh miêu tai đen được đào tạo trong lịch sử để săn chim tại Iran và Ấn Độ. Đôi khi, một con linh miêu được đưa vào sân vận động cùng đàn bồ câu. Mọi người sẽ đặt cược vào số chim bồ câu mà linh miêu tai đen sẽ giết được trong khoảng thời gian xác lập. Một con linh miêu được đào tạo tốt có thể hạ gục đến 12 con bồ câu trong một lần nhảy vọt bằng móng chân lớn và bốn chân khỏe. Đây là nơi câu thành ngữ "đặt một con mèo giữa đàn bồ câu" khởi nguồn.

## Miêu tả văn hóa
Linh miêu tai đen hiện diện đáng kể về mặt tôn giáo trong văn hóa Ai Cập cổ đại. Linh miêu tai đen tìm được trên tranh khảm tường, và tác phẩm điêu khắc về linh miêu tai đen cùng những loài mèo khác canh giữ lăng mộ. Một số thi hài linh miêu tai đen được ướp xác.
Giống như báo gêpa, linh miêu tai đen được dùng như một công cụ săn bắn. Linh miêu tai đen được huấn luyện để săn thú nhỏ và chim cho hoàng gia Ấn Độ. Ngày hôm nay, nhiều người cho rằng linh miêu tai đen là một vật nuôi "ngoại lai", mặc dù chúng không hành xử nội địa trong điều kiện nuôi nhốt. Bất chấp thái độ tự nhiên, nỗ lực được thực hiện để nhân giống tạp giao linh miêu tai đen với mèo nhà nhằm sản xuất một giống linh miêu tai đen "nội địa".